# Duch i pani Muir
Duch i pani Muir (ang. The Ghost and Mrs. Muir) – amerykański film z 1947 roku w reżyserii Josepha L. Mankiewicza.

## Obsada
- Gene Tierney jako Lucy Muir
- Rex Harrison jako kapitan Daniel Gregg
- George Sanders jako Miles Fairley
- Edna Best jako Martha Huggins
- Vanessa Brown jako Anna Muir
- Anna Lee jako pani Fairley
- Natalie Wood jako Anna Muir (jako dziecko)

## Nagrody i nominacje
| Nazwa nagrody | Wygrane       | Nominacje                                                 |
| ------------- | ------------- | --------------------------------------------------------- |
| Oscar         | bez rezultatu | 1948 Najlepsze zdjęcia - filmy czarno-białe Charles Lang] |

## Wyróżnienia
| Rok wyróżnienia | Amerykański Instytut Filmowy                                   | Miejsce     |
| --------------- | -------------------------------------------------------------- | ----------- |
| 2002            | Lista 100 najlepszych amerykańskich melodramatów wszech czasów | 73. miejsce |